# Actio fiduciae
Actio fiduciae – w prawie rzymskim powództwo służące powierzającemu rzecz wierzycielowi przeciwko powiernikowi (fiducjariuszowi), z kontraktu powierniczego.
Powództwo to zaczęto przyznawać pod koniec istnienia republiki i na początku pryncypatu.

## Charakterystyka powództwa
Actio fiduciae było powództwem dobrej wiary. Zmierzało ono do odzyskania rzeczy oddanej fiducjariuszowi, albo do wymuszenia czynności, do której był on zobowiązany. W wypadku zasądzenia fiducjariusza, powodowała jego infamię (actio famosa).